# Straßenbahn Jekaterinburg

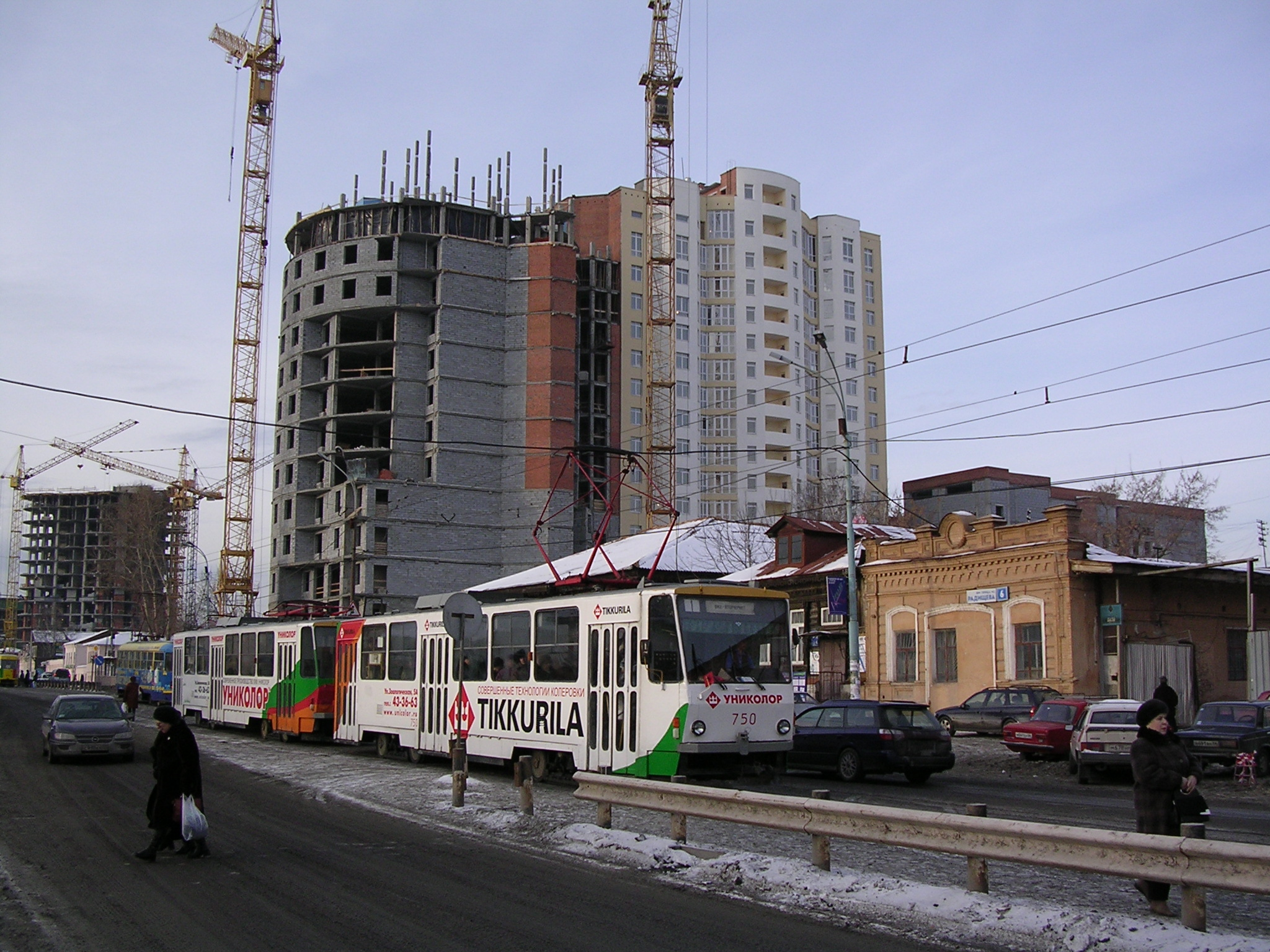
Eine Tatra-Straßenbahn in Jekaterinburg

Die Straßenbahn Jekaterinburg ist eine breitspurige Straßenbahn in der russischen Stadt Jekaterinburg. Sie wurde am 7. November 1929 eröffnet.
Die Bahn umfasst heute ein Netz von 81,9 Kilometern, auf dem 29 Linien verkehren. Befahren wird das Netz fast ausschließlich mit fast 400 tschechischen Tatra-Straßenbahnen. In den letzten Jahren hat die Bahn neben dem seit 1943 verkehrenden Oberleitungsbus starke Konkurrenz durch die 1991 eröffnete Metro bekommen. Trotz des Ausbaues der Metro sind Einstellungen von Linien nicht geplant.
Siehe auch : Liste der Städte mit Straßenbahnen